# Van 't Kruijs-opening
Bij het schaken wordt de onregelmatige openingszet 1.e2-e3 ook wel aangeduid als de Van 't Kruijs-opening, genoemd naar de schaker Maarten van 't Kruijs. De zet 1.e2-e3 is een ietwat passieve openingszet, die de zwartspeler grote vrijheid geeft om een eigen openingsstrategie uit te stippelen.
Een schaakopening beginnend met 1.e2-e3 valt onder de categorie van de koningspionopeningen. Dit zijn de schaakopeningen die beginnen met een opmars van de witte koningspion, dus met 1.e2-e4 of met 1.e2-e3.

## Varianten

### Van 't Kruijs-gambiet
Een voorbeeld van een gambiet binnen de Van 't Kruijs-opening (een "Van 't Kruijs-gambiet") is 1.e3 e5 2.Pc3 d5 3.d4 exd4 4.Dxd4 Pf6 5.e4 dxe4 6.Dxd8+ Kxd8 7.Lg5 (evt. gevolgd door 7. .. Lf5 8. 0-0-0+ Pbd7).
Deze opening zou echter reeds eerder gedemonstreerd zijn door Blackburne.

### Amsterdamse opening
Het Amsterdams of de Amsterdamse variant (Engels: Amsterdam Attack) is een koningspionopening die begint met de Van 't Kruijs-zet 1. e3, gevolgd door 1... e5 2.c4 d6 3.Pc3 Pc6 4.b3 Pf6 (zie diagram).
Na bijvoorbeeld 5.Lb2 g6 6.Le2 Lg7 7.d3 0-0 8.Lf3 Pb4 9.a3 Pa6 10.b4 c6 is de stelling in evenwicht.

### Arisio-variatie
Een voorbeeld hiervan is: 1. e3 e6 2. Bb5 c6. De Arisio variatie wordt vaak gedemonstreerd aan beginners als een ongewone opening die leuke spellen kan creëren.